# Izabela Dąmbska
Izabela Dąmbska (ur. 8 września 1927 w Rudnej Wielkiej, zm. 29 sierpnia 1984) – polska hydrobotanik, działaczka ochrony przyrody, prof. dr hab.

## Życiorys

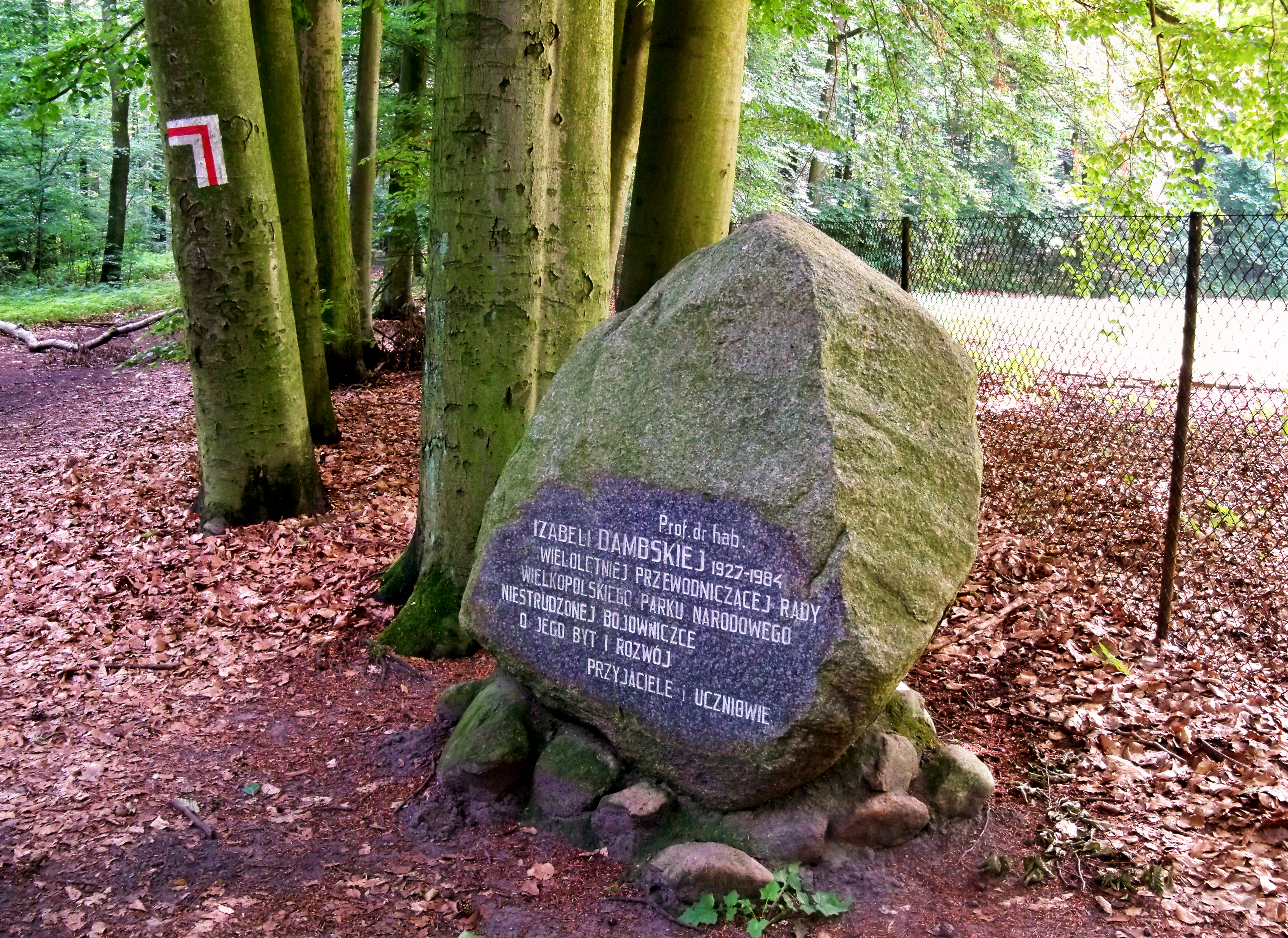
Głaz Izabeli Dąmbskiej w Jeziorach

Od 1936 do 1949 studiowała na Uniwersytecie Poznańskim (biologia). Po zakończeniu studiów podjęła pracę w Zakładzie Systematyki i Geografii Roślin. W 1960 zorganizowała i od 1978, z inicjatywy prof. Zygmunta Czubińskiego, kierowała Zakładem Hydrobiologii przy Zakładzie Systematyki i Geografii Roślin UAM, w którego ramach prowadziła badania hydrobotaniczne jezior polskich, m.in. w Wielkopolskim Parku Narodowym. Od 1975 do końca życia kierowała radą naukową tego Parku, m.in. przez wiele lat dążąc do poszerzenia jego obszaru i likwidacji zagrożeń dla jego przyrody. Była współautorką projektu rozszerzenia Parku, jak również ekspertyzy dotyczącej skutków eksploatacji węgla brunatnego w tzw. rowie poznańskim. Zajmowała się również ochroną Słowińskiego, Pienińskiego, Ojcowskiego i Tatrzańskiego Parku Narodowego. Była członkiem m.in. Państwowej Rady Ochrony Przyrody i Prezydium Komitetu Ochrony Przyrody i Jej Zasobów. 
Zmarła tragicznie w wypadku samochodowym. Jest pochowana na cmentarzu w Rudnej Wielkiej. Prace badawcze pracowników Zakładu Hydrobiologii UAM (1985–1990), prowadzone na terenie lobeliowego jeziora Moczadło poświęcono jej pamięci (za życia była szczególnie zainteresowana tym akwenem).